# Podšivalov
Podšivalov je priimek več oseb:
- Vladimir Ivanovič Podšivalov, sovjetski general
- Ivan Podšivalov, ruski veslač